# Liste von Kraftwerken in Frankreich
Die Kraftwerke in Frankreich werden sowohl auf einer Karte als auch in Tabellen (mit Kennzahlen) dargestellt. Die Liste ist nicht vollständig.

## Installierte Leistung und Jahreserzeugung
Im Jahr 2016 lag Frankreich bzgl. der installierten Leistung mit 130,8 GW an Stelle 9 und bzgl. der jährlichen Erzeugung mit 529,1 Mrd. kWh an Stelle 9 in der Welt. Der Elektrifizierungsgrad lag 2016 bei 100 %. Frankreich war 2016 ein Nettoexporteur von Elektrizität; es exportierte 61,4 Mrd. kWh und importierte 19,9 Mrd. kWh.

## Karte
| Saint-Brieuc |

| Saint-Nazaire |

| Fécamp |

| Arrighi |

| Bayet |

| Blénod |

| Bouchain |

| Brennilis |

| Combigolfe |

| CyCoFos |

| Dirinon |

| DK6 |

| Le Havre |

| Lucciana |

| Martigues |

| Montereau |

| Montoir |

| Pont-sur-Sambre |

| Provence |

| Toul |

| Vaires-sur-Marne |

| Cordemais |

| Émile-Huchet |

| Grand-Maison |

| Montézic |

| Revin |

| Bissorte |

| La Coche |

| Belleville |

| Blayais |

| Bugey |

| Cattenom |

| Chinon |

| Chooz |

| Civaux |

| Cruas |

| Dampierre |

| Fessenheim |

| Flamanville |

| Golfech |

| Gravelines |

| Nogent |

| Paluel |

| Penly |

| Saint-Alban |

| Saint-Laurent |

| Tricastin |

## Kalorische Kraftwerke
| Name des Kraftwerks | Block         | Inst. Leistung (MW) | Typ / Brennstoff     | Inbetriebnahme | Stilllegung (geplant)    | Status      |
| ------------------- | ------------- | ------------------- | -------------------- | -------------- | ------------------------ | ----------- |
| Arrighi             | Block 1       | 125                 | Gasturbine / Heizöl  | 1997           |                          | in Betrieb  |
| Arrighi             | Block 2       | 125                 | Gasturbine / Heizöl  | 2007           |                          | in Betrieb  |
| Bayet               | Block 1       | 408                 | GuD / Erdgas         | 2011           |                          | in Betrieb  |
| Blénod              | Block 1       | 430                 | GuD / Erdgas         | 2011           |                          | in Betrieb  |
| Bouchain            | Block 1       | 250                 | Steinkohle           | 1970           | 2015                     | stillgelegt |
| Bouchain            | Block 2       | 250                 | Steinkohle           | 1970           | 1995                     | stillgelegt |
| Bouchain            | Block 3       | 575                 | GuD / Erdgas         | 2016           |                          | in Betrieb  |
| Brennilis           | Block 1       | 85                  | Gasturbine / Heizöl  | 1980           | (2023)                   | in Betrieb  |
| Brennilis           | Block 2       | 85                  | Gasturbine / Heizöl  | 1981           | (2023)                   | in Betrieb  |
| Brennilis           | Block 3       | 125                 | Gasturbine / Heizöl  | 1996           | (2023)                   | in Betrieb  |
| Combigolfe          | Block 1       | 424                 | GuD / Erdgas         | 2010           |                          | in Betrieb  |
| Cordemais           | Block 1       | 585                 | Heizöl               | 1970           | 1996                     | stillgelegt |
| Cordemais           | Block 2       | 700                 | Heizöl               | 1976           | 2017                     | stillgelegt |
| Cordemais           | Block 3       | 700                 | Heizöl               | 1976           | 2018                     | stillgelegt |
| Cordemais           | Block 4       | 600                 | Steinkohle           | 1983           | (2024 oder 2026)         | in Betrieb  |
| Cordemais           | Block 5       | 600                 | Steinkohle           | 1984           | (2024 oder 2026)         | in Betrieb  |
| CyCoFos             | Block 1       | 490                 | GuD / Erdgas         | 2010           |                          | in Betrieb  |
| Dirinon             | Block 1       | 85                  | Gasturbine / Heizöl  | 1981           | (2023)                   | in Betrieb  |
| Dirinon             | Block 2       | 85                  | Gasturbine / Heizöl  | 1981           | (2023)                   | in Betrieb  |
| DK6                 | Block 1       | 395                 | GuD / Erdgas         | 2005           |                          | in Betrieb  |
| DK6                 | Block 2       | 395                 | GuD / Erdgas         | 2005           |                          | in Betrieb  |
| Émile-Huchet        | Block 1       | 110                 | Steinkohle           | 1952           | 1983                     | stillgelegt |
| Émile-Huchet        | Block 2       | 110                 | Steinkohle           | 1952           | 1983                     | stillgelegt |
| Émile-Huchet        | Block 3       | 125                 | Steinkohle           | 1958           | 2003                     | stillgelegt |
| Émile-Huchet        | Block 4       | 125                 | Steinkohle           | 1959           | 2015                     | stillgelegt |
| Émile-Huchet        | Block 5       | 343                 | Kokereigas, Erdgas   | 1972           | 2015                     | stillgelegt |
| Émile-Huchet        | Block 6       | 618                 | Steinkohle           | 1981           | (2025 oder 2027)         | in Betrieb  |
| Émile-Huchet        | Block 7       | 430                 | GuD / Erdgas         | 2010           |                          | in Betrieb  |
| Émile-Huchet        | Block 8       | 430                 | GuD / Erdgas         | 2010           |                          | in Betrieb  |
| Le Havre            | Block 1       | 250                 | Steinkohle           | 1968           | 2013                     | stillgelegt |
| Le Havre            | Block 2       | 600                 | Steinkohle           | 1969           | 2013                     | stillgelegt |
| Le Havre            | Block 3       | 600                 | Heizöl               | 1973           | 1980                     | stillgelegt |
| Le Havre            | Block 4       | 600                 | Steinkohle           | 1983           | 2021                     | stillgelegt |
| Lucciana            | Block A       | 105                 | Gasturbine / Heizöl  | 1992 bis 2008  |                          | in Betrieb  |
| Lucciana            | Block B       | 128                 | Dieselmotor / Heizöl | 2014           |                          | in Betrieb  |
| Martigues           | Block 1       | 250                 | Heizöl               | 1971           | 2012                     | stillgelegt |
| Martigues           | Block 2       | 250                 | Heizöl               | 1972           | 2011                     | stillgelegt |
| Martigues           | Block 3       | 250                 | Heizöl               | 1973           | 2009                     | stillgelegt |
| Martigues           | Block 4       | 250                 | Heizöl               | 1974           | 1985                     | stillgelegt |
| Martigues           | Block 5       | 465                 | GuD / Erdgas         | 2012           |                          | in Betrieb  |
| Martigues           | Block 6       | 465                 | GuD / Erdgas         | 2013           |                          | in Betrieb  |
| Montereau           | Block 1       | 125                 | Steinkohle           | 1960           | 2004                     | stillgelegt |
| Montereau           | Block 2       | 125                 | Steinkohle           | 1960           | 2004                     | stillgelegt |
| Montereau           | Block 3       | 250                 | Heizöl               | 1965           | 2004                     | stillgelegt |
| Montereau           | Block 4       | 250                 | Heizöl               | 1965           | 2004                     | stillgelegt |
| Montereau           | Block 5       | 185                 | Gasturbine / Erdgas  | 2010           |                          | in Betrieb  |
| Montereau           | Block 6       | 185                 | Gasturbine / Erdgas  | 2010           |                          | in Betrieb  |
| Montoir             | Block 1       | 435                 | GuD / Erdgas         | 2011           |                          | in Betrieb  |
| Pont-sur-Sambre     | Block 1       | 412                 | GuD / Erdgas         | 2009           |                          | in Betrieb  |
| Provence            | Block 1       | 55                  | Steinkohle           | 1958           | 1981                     | stillgelegt |
| Provence            | Block 2       | 55                  | Steinkohle           | 1958           | 1981                     | stillgelegt |
| Provence            | Block 3       | 55                  | Steinkohle           | 1958           | 1981                     | stillgelegt |
| Provence            | Block 4 (alt) | 250                 | Steinkohle           | 1967           | 2013                     | stillgelegt |
| Provence            | Block 4 (neu) | 150                 | Biomasse             | 2016           |                          | in Betrieb  |
| Provence            | Block 5       | 595                 | Steinkohle           | 1984           | 2021 (2018 abgeschaltet) | stillgelegt |
| Toul                | Block 1       | 413                 | GuD / Erdgas         | 2013           |                          | in Betrieb  |
| Vaires-sur-Marne    | Block 1       | 185                 | Gasturbine / Heizöl  | 2008           |                          | in Betrieb  |
| Vaires-sur-Marne    | Block 2       | 185                 | Gasturbine / Heizöl  | 2008           |                          | in Betrieb  |
| Vaires-sur-Marne    | Block 3       | 185                 | Gasturbine / Heizöl  | 2009           |                          | in Betrieb  |

## Kernkraftwerke
Die Kernenergie hatte 2011 einen Anteil von 78 Prozent an der Gesamtstromerzeugung. Derzeit sind noch 57 Reaktoren in Betrieb.

## Wasserkraftwerke
Im Jahr 2014 waren in Frankreich rund 2.600 Wasserkraftwerke mit einer installierten Leistung von 25.400 MW im Betrieb. Wasserkraft hatte im Jahr 2016 einen Anteil von 12,2 % an der französischen Stromversorgung.
In der Tabelle sind nur Kraftwerke mit einer installierten Leistung > 100 MW aufgeführt.
| Name des Kraftwerks                | Inst. Leistung (MW) | Fluss            | Status     |
| ---------------------------------- | ------------------- | ---------------- | ---------- |
| Aigle                              | 349                 | Dordogne         | in Betrieb |
| Pumpspeicherkraftwerk Bissorte     | 825                 | Arc (Isère)      | in Betrieb |
| Bort-les-Orgues                    | 240                 | Dordogne         | in Betrieb |
| Chastang                           | 300                 | Dordogne         | in Betrieb |
| Pumpspeicherkraftwerk La Coche     | 320                 | Isère            | in Betrieb |
| Fessenheim                         | 180                 | Rheinseitenkanal | in Betrieb |
| Génissiat                          | 396                 | Rhône            | in Betrieb |
| Gerstheim                          | 140                 | Rhein            | in Betrieb |
| Pumpspeicherkraftwerk Grand-Maison | 1.820               | Eau d’Olle       | in Betrieb |
| Kembs                              | 160                 | Rheinseitenkanal | in Betrieb |
| Marckolsheim                       | 150                 | Rhein            | in Betrieb |
| Marèges                            | 146                 | Dordogne         | in Betrieb |
| Monteynard                         | 364                 | Drac             | in Betrieb |
| Pumpspeicherkraftwerk Montézic     | 912                 | Truyère          | in Betrieb |
| Ottmarsheim                        | 160                 | Rheinseitenkanal | in Betrieb |
| Pumpspeicherkraftwerk Le Pouget    | 440                 | Tarn             | in Betrieb |
| Gezeitenkraftwerk Rance            | 240                 | Rance            | in Betrieb |
| Pumpspeicherkraftwerk Revin        | 800                 | Faux             | in Betrieb |
| Rhinau                             | 150                 | Rhein            | in Betrieb |
| Roselend                           | 546                 | Doron            | in Betrieb |
| Serre-Ponçon                       | 380                 | Durance          | in Betrieb |
| Straßburg                          | 150                 | Rhein            | in Betrieb |
| Tignes                             | 380                 | Isère            | in Betrieb |
| Vogelgrun                          | 140                 | Rheinseitenkanal | in Betrieb |
| Vouglans                           | 285                 | Ain              | in Betrieb |

## Windenergieanlagen
Ende 2024 waren in Frankreich Windkraftanlagen mit einer installierten Gesamtleistung von 24.383 MW in Betrieb (2022: 21.135 MW). Bis 2021 wurden Frankreichs Windkraftanlagen praktisch ausschließlich an Land errichtet, damals waren nur 2 MW offshore. Im November 2022 hat sich die installierte Offshore-Windleistung durch die Eröffnung des Offshore-Windparks Banc de Guérande vor Saint-Nazaire auf 482 MW erhöht, bis Ende 2024 wurde sie auf 1.500 MW erhöht. 2023 und 2024 konnte Frankreich jeweils etwa 11 % seines Strombedarfs durch Windenergie decken (2022: 8 %).

### Offshore-Windparks
Die Windparks sind zunächst in betriebene, in Bau befindliche und geplante Windparks gegliedert. Anschließend sind die Windparks nach ihrem (geplanten) Fertigstellungsdatum und danach alphabetisch geordnet.
| Name                             | Leistung (MW) | Windkraftanlagentyp (Leistung, Rotordurchmesser) | Anzahl WKAs | Koordinaten                 | Status     | Inbetriebnahme (Jahr) | Quellen, Anmerkungen                                                        |
| -------------------------------- | ------------- | ------------------------------------------------ | ----------- | --------------------------- | ---------- | --------------------- | --------------------------------------------------------------------------- |
| Ärmelkanal und Golf von Biskaya  |               |                                                  |             |                             |            |                       |                                                                             |
| Banc de Guérande (Saint-Nazaire) | 480           | GE Haliade 150-6MW (6,0 MW, 150,0 m)             | 80          | 47° 9′ 32″ N, 2° 36′ 22″ W  | in Betrieb | 2022                  | [ 8 ]                                                                       |
| Baie de Saint-Brieuc             | 496           | Siemens Gamesa SG 8.0-167 DD (8,0 MW, 167,0 m)   | 62          | 48° 51′ 11″ N, 2° 32′ 10″ W | in Betrieb | 2024                  | Inbetriebnahme am 28. Mai 2024                                              |
| Hautes falaises (Fécamp)         | 497           | Siemens SWT-7.0-154 (7,0 MW, 154,0 m)            | 71          | 49° 53′ 31″ N, 0° 13′ 37″ O | in Betrieb | 2024                  | Inbetriebnahme am 15. Mai 2024                                              |
| Calvados (Courselles-Sur-Mer)    | 448           | Siemens SWT-7.0-154 (7,0 MW, 154,0 m)            | 64          | 49° 28′ 8″ N, 0° 31′ 19″ W  | in Bau     | (2025)                | [ 13 ]                                                                      |
| Iles d’Yeu et de Noirmoutier     | 496           | Siemens Gamesa SG 8.0-167 DD (8,0 MW, 167,0 m)   | 62          | 46° 52′ 30″ N, 2° 30′ 50″ W | in Bau     | (2025)                | 7. Juni 2024: eine von 61 Gründungen installiert                            |
| Dieppe et Le Tréport             | 496           | Siemens Gamesa SG 8.0-167 DD (8,0 MW, 167,0 m)   | 62          | 50° 8′ 56″ N, 1° 7′ 16″ O   | in Bau     | (2026)                | [ 15 ]                                                                      |
| Dunkerque                        | 600           |                                                  | 46          | 51° 9′ 11″ N, 2° 23′ 49″ O  | in Planung | (2027)                | 14. Juni 2019: EDF, innogy und Enbridge erhalten Zuschlag bei Ausschreibung |
| Centre Manche 1                  | 1050          |                                                  |             | 49° 52′ 34″ N, 0° 44′ 10″ W | in Planung | (2031)                | 27. März 2023: EDF und Maple Power erhalten Zuschlag bei Ausschreibung      |